# Gold, la gran estafa
Gold, la gran estafa és una pel·lícula de drama criminal estatunidenca del 2016 dirigida per Stephen Gaghan i escrita per Patrick Massett i John Zinman. La pel·lícula és protagonitzada per Matthew McConaughey, Édgar Ramírez, Bryce Dallas Howard, Corey Stoll, Toby Kebbell, Craig T. Nelson, Stacy Keach i Bruce Greenwood. La pel·lícula està basada lliurement en la història real de l'escàndol miner Bre-X de 1997, quan suposadament es va descobrir un enorme jaciment d'or a les selves d'Indonèsia; tanmateix, per motius legals i per millorar l'atractiu de la pel·lícula, es van canviar els noms dels personatges i els detalls de la història. Ha estat doblada i subtitulada al català.
El rodatge principal va començar el 29 de juny de 2015 a Nova York, Nou Mèxic i Tailàndia. La preestrena als Estats Units va tenir lloc el 30 de desembre de 2016, abans d'arribar a la majoria de cinemes el 27 de gener de 2017. Va rebre crítiques en diversos sentits i va recaptar gairebé quinze milions de dòlars amb un pressupost de vint milions. La pel·lícula va ser nomenada al Globus d'Or a la millor cançó original.